# 松本員枝
松本 員枝（まつもと かずえ、1899年9月26日 - 1994年8月31日）は、日本の社会活動家、フェミニスト、教育者である。

## 生涯
東京女子高等師範学校在学中にキリスト教と出会う。学校は病気中退して大阪府池田市の宣真高女の数学科の教師となる。教師を退職後、29歳で大阪市の社会事業を行う財団法人弘済会に就職。大阪市内で社会事業に携わる、日本共産党の川上貫一や岩崎盈子と出会う。このころ新築地劇場の大阪後援会に入る。昭和8年大阪共産党大検挙事件では、松本も逮捕されている。大阪の社会事業連盟の女性会「木曜会」の事務を行っていた。この時、林歌子、小橋カツエ、三木達子、保良せき、柴原浦子らと出会っている。
戦後は木曜会を「建設婦人会」と名称を改めて活動を行った。婦人民主新聞の大阪支局長に就任しているほか、女性運動、安保闘争、反公害運動、消費者運動など幅広い社会運動に関わった。社会運動で培った経験と広範な人間関係から「大阪の草の根市民運動の草分け的存在」とも呼ばれた。1980年にはドメス出版から「自由と解放へのあゆみ―松本員枝聞き書き」が刊行された。同書では飯田しづえ、伍賀偕子ら女性活動家、労働運動家らが「聞き書きの会」を結成して、晩年の松本にインタビューしている。出版に寄せて佐多稲子、山本安英、村山リウらが言葉を寄せた。

## 書籍
- 「自由と解放へのあゆみ―松本員枝聞き書き」松本員枝の聞き書きの会 ドメス出版 1980年 ISBN 4810701107